# Ancora (Rhove)
Ancora è un singolo del rapper italiano Rhove, pubblicato il 22 giugno 2023 come secondo estratto dal primo album in studio Popolari.

## Descrizione
Il brano è stato scritto dal rapper stesso insieme a Madfingerz, che ne è anche il produttore, insieme ad Antonio Sassone. Contiene un campionamento del brano I'm Yours del cantautore statunitense Jason Mraz, pubblicato nel 2008.

## Video musicale
Il videoclip del brano è stato reso pubblico il 22 giugno 2023.

## Tracce
Testi di Emilio Barberini, Jason Mraz, Samuel Roveda, musiche di Emilio Barberini, Antonio Sassone.
1. Ancora – 2:48

## Classifiche

### Classifiche settimanali
| Classifica (2023) | Posizione massima |
| ----------------- | ----------------- |
| Italia            | 24                |

### Classifiche di fine anno
| Classifica (2023) | Posizione |
| ----------------- | --------- |
| Italia            | 79        |